# Медицина мая
Медицина мая — компекс знань стосовно причин і наявності хвороб різного характеру, засобів їхнього лікування, що існував у народів і держав цивілізації мая. Рівень лікування у мая знаходився на доволі високому рівні в порівняні з медициною інших месоамериканських культур того часу.

## Божества медицини
Покровителями лікарського мистецтва вважалися Іцамна і його дружина Іш-Чель. До їхнього святилища в Іцамале і на Косумель відбувалися численні паломництва з метою знайти зцілення від хвороб. У кодексах мая є згадка, що в місяці Сип лікарі та чаклуни влаштовували свято Ічкіль-Іш-Чель («купання богині Іш-Чель»), під час якого зверталися щодо допомогои в молитвах до богів лікування Іш-Чель, Іцамну, Кіт-Болон-Тун і Ахав-Чам-Ах-Ес.

## Діагностика
Медичні знання стародавніх мая були досить широкими, які поєднували суто практичні, корисні знання зі значними ірраціональними домішками — вірування у духів, магію, допомогу богів.
Доведено, що у мая значного розвитку набуло діагностування хвороб. Маянські лікарі вживали терміни, які позначають такі хвороби або патологічні стани, як ангіна («томатне горло»), ревматизм, рак, проказа, гарячка (3 її різновиди), геморой, сифіліс, жовтяниця, лишаї, короста (2 терміни), грижа, сухоти, різні види пухлин і виразок, водянка, астма, очні хвороби, дизентерія. Загалом у мая існував перелік щонайменше 200 хвороб.
Існувала певна спеціалізація лікарів за видами хвороб: були спеціалісти, що лікували лише хвороби живота, 2 види костоправів, лікарі з пускання крові, 2 види повитух, хірурги. У Дієго де Ланди є свідчення про наявність маянських книг-кодексів на медичні теми, в яких перелічені хвороби, їх симптоми, супровідні явища, описані лікарські засоби, що необхідно застосувати в кожному з випадків.
Зазвичай джерело хвороби приписувалося гніву богів за гріх або злій волі чаклунів (ah pul — «той, хто кидає (наводить)»). При вивченні хвороби дуже важливе значення надавалося визначенню, яка з двох сил діє в цьому випадку. Одна з них мала назву kinam — таємнича сила всередині тіла, що діяла іноді в добрий бік, але частіше — в злий. Сильний пульсуючий біль, отрута, відмінні якості рослини або каменю, лють і шаленство в людях або тварин, пекучість вогню і сонця, міцність вина — все це іменувалося «кінам». Другий такою таємничою силою була iamcaz (tancaz, tarn acaz), яка спричиняла заціпеніння, судоми, епілепсію, сказ і нервовий шок.
У кодексах мая доколумбової доби та юкатанських ранньоколоніальних кодексах повідомляється про змій, що гніздяться в нутрощах хворого, про маленьку отруйну ящірку, дотик якої до одягу людини отруює його, а укус тіні його голови спричинює страшний головний біль, про червоного папугу — танкас, що літає над дахами будинків і вивергає речовину, яка, якщо потрапить в рот сплячій дитині, зумовлює його смерть.

## Лікування

### Терапія
Боротьбою з хворобами займалися дві групи осіб:
1. шамани, знахарі та чаклуни, які бачили причину хвороби у впровадженні в тіло чужорідної субстанції або шкідливого духу і намагалися видалити їх висмоктуванням і заклинаннями;
2. лікарі, головним чином з лав жрецтва, що здійснювали лікування на основі досвіду і практики.

Лікування здійснювалося за принципом «подібне лікується подібним». Так, при деяких шкірних захворюваннях застосовували товчені гнізда ос, при зміїних укусах іноді прикладали ліани, що нагадують по зовнішньому вигляду змій, при кривавій блювоті — питво з перепалених пір'я червоного папуги або птаха-кардинала. Для прискорення пологів або усунення затримок при менструаціях вживався подрібнений хвіст опосума, оскільки ця сумчаста тварина була символом материнства.
Вважалося, що захворювання різних частин тіла пов'язані з певними днями місяця або певним роком. Так, рік з божеством Мулук міг принести «велику очну хворобу», а рік Іш крім очних захворювань ще слабкість і непритомність. Тому лікування за допомогою ліків зазвичай поєднувалося з магічними заклинаннями та обрядами.
При лікуванні застосовували кровопускання, інгаляції, потіння в парових лазнях (cimpul che), масаж, дієта, клістири та катетери. Було відомо поняття «епідемія» (multun tzec).

### Ліки
У мая існував поділ харчів при лікуванні та медичного зілля на «холодні» і «гарячі», назва яких пов'язана була з ефектом на хворого. Так, м'ясо пекарі, дикого індика, одного з видів бобів (Phaseolus lunatus) і гарбуз вважалися дуже «холодними», в той час, як мед — виключно «гарячим».
Хворий на гарячку повинен був приймати «холодну» їжу і медикаменти, а ті, що мали озноб, ослаблені хворобою, породіллі — «гарячі» або «напівхолодні».
Втім при лікуванні переважно застосовували засоби рослинного характеру. У лікувальній практиці їх застосовували понад 400. Рослини вживали у свіжому і сушеному вигляді, мелені. З них виготовляли настоянки, припарки, пластирі, вливання, мазі, порошки, бальзами. При цьому пов'язували колір рослини з кольором шкіри або хворого органу. Так, застосовували жовті рослини та фрукти при лікуванні жовтяниці; червоні — при хворобах, пов'язаних з кров'ю. Могли поєднувати їх при поєднанні симптомів — спалювали пір'я червоних птахів в лікуванні жовтої гарячки.
Низка ліків, уперше освоєних індіанцями, після прибуття сюди іспанців, увійшли до європейської медицини й досі їх широко використовують у сучасній фармакології, особливо блювотні, проносні та сечогінні засоби. Першим, хто дослідив їх, був лейб-медик іспанського короля Філіппа II — Ф. Ернандес, який 7 років провів у дослідженнях. Книга на таку ж тему іншого дослідника — Н. Монардеса — після видання 1574 року була відразу ж переведена латинською, італійською, англійською та французькою мовами.
Дієго де Ланда згадує різні лікарські рослини, які вживали мая від пухлин на ногах, ран, прищів, для лікування зубів, при затримках сечовипускання, менструацій. Особливо важливе значення мав напій бальче як очисний і протиглисний засіб. Заборона його іспанцями призвело до різкого збільшення захворювань. У державах мая для лікарських рослин існували спеціальні ботанічні сади, переважно при храмах.
Існувало лікування не рослинного характеру. Наприклад, як ліки застосовували білок пташиних яєць — при ранах і саднах, свіже м'ясо, кров, жіноче молоко — при крововиливі в очах, слину вагітних жінок, роги різних тварин, сажа, мазь з черв'яка niin — при пухлинах і виразках, вапно, селітру, ранкову росу — при застуді новонароджених, безоарове каміння, мінерал сакалум — при дизентерії, мазі, що містили ртуть, сірку і миш'як. Більшість лікарських засобів приймали разом з перцем, медом і іншою їжею.
Шамани та знахарі мали у своєму розпорядженні особливі засоби: напій з людської сечі, в якій було зварене кілька ящірок (при тяжкому ударі в груди), свіжі екскременти ігуани, щоі накладали на більмо. При гарячці, а також для зняття статевого збудження рекомендували м'ясо ягуара; його шкура, кістки та екскременти, перепалені й змішані зі смолою, вважали дієвим засобом від божевілля. Порошок з висушеного хвоста лисиці-самиці — при кольках, кістка з голови ламантина, розтерта в пил і розчинена у воді, — від болю у клубовій западині та кольок в боці.

### Хірургія
Великий розвиток отримали власне хірургічні прийоми: пухлини і нариви проколювали; під час переломів накладали шини; рани зшивали волоссям; катаракти вискоблювали обсидіановими лезами або вискрібали якимось корінням рослин; відомі навіть випадки, коли при пошкодженнях носа робили штучний ніс.
Під час складних операцій застосовували своєрідну анастезію — хворому давали наркотичні засоби з насіння рослини, родича сочевиці, або особливих грибів.

### Стоматологія
У разі неможливості вилікувати зуби за допомогою рослинних або інших засобів, їх виривали або підточували хворі ділянки. Існувала окрема спеціалізація «стоматологів». Разом з питання хвороб вони займалися прикрашення зубів інкрустацією з золота, яшми, нефриту, оскільки це було питання престижу в суспільстві мая.